# Рубен, Джозеф
Джозеф Портер Рубен (англ. Joseph Porter Ruben; род. 10 мая 1950, Брайрклифф-Мэнор, Нью-Йорк) — американский кинорежиссёр, сценарист и продюсер.

## Биография
Джозеф Портер Рубен родился 10 мая 1950 года в Брайрклифф-Мэнор, Нью-Йорк.
Начал карьеру в кинематографе в 1974 году, сняв фильм «Свояченица».
В 1987 году за картину «Отчим» был номинирован на премию кинофестиваля в Сиджесе в категории «Лучший фильм».
В 1991 году выпустил фильм «В постели с врагом» с Джулией Робертс в главной роли.

## Фильмография
| Год  |   | Русское название          | Оригинальное название   | Роль                          |
| ---- | - | ------------------------- | ----------------------- | ----------------------------- |
| 1974 | ф | Свояченица                | The Sister-in-Law       | режиссёр, сценарист, продюсер |
| 1976 | ф | Девочки с помпонами       | The Pom Pom Girls       | режиссёр, сценарист, продюсер |
| 1977 | ф | Развлекательная поездка   | Joyride                 | режиссёр, сценарист           |
| 1978 | ф | Наш победный сезон        | Our Winning Season      | режиссёр                      |
| 1980 | с | Уходя в отрыв             | Breaking Away           | режиссёр                      |
| 1980 | ф | Горп                      | Gorp                    | режиссер                      |
| 1984 | ф | Бегство от сна            | Dreamspace              | режиссёр, сценарист           |
| 1987 | ф | Отчим                     | The Stepfather          | режиссёр                      |
| 1989 | ф | Верящий в правду          | True Believer           | режиссёр, актёр               |
| 1991 | ф | В постели с врагом        | Sleeping with the Enemy | режиссёр                      |
| 1993 | ф | Добрый сынок              | The Good Son            | режиссёр, продюсер            |
| 1995 | ф | Денежный поезд            | Money Train             | режиссёр                      |
| 1998 | ф | Форс-мажор                | Return to Paradise      | режиссёр                      |
| 2004 | ф | Забытое                   | The Forgotten           | режиссёр                      |
| 2013 | ф | Пентхаус с видом на север | Penthouse North         | режиссёр, продюсер            |
| 2017 | ф | Горы и камни              | The Ottoman Lieutenant  | режиссёр                      |